# Episodi de I Simpson (sesta stagione)
La sesta stagione de I Simpson (serie di produzione 2F) è andata in onda negli Stati Uniti dal 4 settembre 1994 al 21 maggio 1995.
La stagione contiene due episodi della serie di produzione 1F, relativa alla precedente stagione.
In Italia diciassette episodi sono stati trasmessi per la prima volta dal 28 ottobre del 1995 al 13 aprile del 1996 e due dal 7 al 14 luglio su Canale 5, mentre su Italia 1 sono andati in onda due episodi L'8 e il 14 gennaio del 1998 e tre dal 30 aprile al 4 maggio del 1999; l'episodio La rivale di Lisa è invece andato in onda il 9 aprile 1995 su Canale 5.
L'episodio Il matrimonio di Lisa ha vinto un Emmy per il miglior programma animato.
Dal 17 ottobre 2005 è in vendita il cofanetto contenente la sesta stagione completa.
| N° | Codice di produzione | N° Italia | Titolo italiano                               | Titolo originale               | Prima TV USA      | Prima TV Italia  | Rete TV Italia |
| -- | -------------------- | --------- | --------------------------------------------- | ------------------------------ | ----------------- | ---------------- | -------------- |
| 1  | 1F22                 | 2         | La finestra sul giardino                      | Bart of Darkness               | 4 settembre 1994  | 28 ottobre 1995  | Canale 5       |
| 2  | 1F17                 | 1         | La rivale di Lisa                             | Lisa's Rival                   | 11 settembre 1994 | 9 aprile 1995    | Canale 5       |
| 3  | 2F23                 | 23        | Un altro show di spezzoni dei Simpson         | Another Simpsons Clip Show     | 23 ottobre 1994   | 23 aprile 1999   | Italia 1       |
| 4  | 2F01                 | 8         | Grattachecca e Fichettolandia                 | Itchy & Scratchy Land          | 2 ottobre 1994    | 9 dicembre 1995  | Canale 5       |
| 5  | 2F02                 | 9         | Telespalla Bob Roberts                        | Sideshow Bob Roberts           | 9 ottobre 1994    | 23 dicembre 1995 | Canale 5       |
| 6  | 2F03                 | 21        | La paura fa novanta V                         | Treehouse of Horror V          | 30 ottobre 1994   | 8 gennaio 1998   | Italia 1       |
| 14 | 2F04                 | 3         | La fidanzatina di Bart                        | Bart's Girlfriend              | 6 novembre 1994   | 4 novembre 1995  | Canale 5       |
| 8  | 2F05                 | 4         | Lisa sul ghiaccio                             | Lisa on Ice                    | 13 novembre 1994  | 11 novembre 1995 | Canale 5       |
| 9  | 2F06                 | 19        | Homer l'acchiappone                           | Homer Badman                   | 27 novembre 1994  | 7 luglio 1996    | Canale 5       |
| 10 | 2F07                 | 20        | Il nonno contro l'incapacità sessuale         | Grampa vs. Sexual Inadequacy   | 4 dicembre 1994   | 14 luglio 1996   | Canale 5       |
| 11 | 2F08                 | 5         | Paura di volare                               | Fear of Flying                 | 18 dicembre 1994  | 18 novembre 1995 | Canale 5       |
| 12 | 2F09                 | 11        | Homer il grande                               | Homer the Great                | 8 gennaio 1995    | 3 febbraio 1996  | Canale 5       |
| 13 | 2F10                 | 7         | E con Maggie son tre                          | And Maggie Makes Three         | 22 gennaio 1995   | 2 dicembre 1995  | Canale 5       |
| 7  | 2F11                 | 10        | La cometa di Bart                             | Bart's Comet                   | 5 febbraio 1995   | 6 gennaio 1996   | Canale 5       |
| 15 | 2F12                 | 12        | Homer il clown                                | Homie the Clown                | 12 febbraio 1995  | 10 febbraio 1996 | Canale 5       |
| 16 | 2F13                 | 6         | Bart contro l'Australia                       | Bart vs. Australia             | 19 febbraio 1995  | 25 novembre 1995 | Canale 5       |
| 17 | 2F14                 | 22        | Homer contro Patty e Selma                    | Homer vs. Patty & Selma        | 26 febbraio 1995  | 14 gennaio 1998  | Italia 1       |
| 18 | 2F25                 | 24        | Il Film Festival di Springfield               | A Star Is Burns                | 5 marzo 1995      | 30 aprile 1999   | Italia 1       |
| 19 | 2F15                 | 13        | Il matrimonio di Lisa                         | Lisa's Wedding                 | 19 marzo 1995     | 24 febbraio 1996 | Canale 5       |
| 20 | 2F18                 | 14        | La carica delle due dozzine e uno             | Two Dozen and One Greyhounds   | 9 aprile 1995     | 2 marzo 1996     | Canale 5       |
| 21 | 2F19                 | 15        | Il consiglio professori-genitori si scioglie  | The PTA Disbands!              | 16 aprile 1995    | 9 marzo 1996     | Canale 5       |
| 22 | 2F24                 | 25        | Musica maestro                                | 'Round Springfield             | 30 aprile 1995    | 3 maggio 1999    | Italia 1       |
| 23 | 2F21                 | 16        | Il braccio violento della legge a Springfield | The Springfield Connection     | 7 maggio 1995     | 16 marzo 1996    | Canale 5       |
| 24 | 2F22                 | 18        | Limone di Troia                               | Lemon of Troy                  | 14 maggio 1995    | 13 aprile 1996   | Canale 5       |
| 25 | 2F16                 | 17        | Chi ha sparato al signor Burns? (prima parte) | Who Shot Mr. Burns? (Part One) | 21 maggio 1995    | 23 marzo 1996    | Canale 5       |

## La finestra sul giardino
- Sceneggiatura: Dan McGrath
- Regia: Jim Reardon
- Messa in onda originale: 4 settembre 1994
- Messa in onda italiana: 27 ottobre 1995

I Simpson comprano una piscina a causa del caldo torrido che attanaglia la città. In questo modo, Lisa diviene molto popolare, mentre Bart, durante un tentativo di tuffo, finisce per rompersi una gamba. Costretto a rimanere in casa con la gamba ingessata, Bart inizia a usare il telescopio regalatogli da Lisa per spiare il vicinato e, durante una di queste osservazioni, pensa di aver visto Ned uccidere sua moglie.
Per dimostrarlo, cerca di convincere Lisa a entrare nella casa dei Flanders in cerca di prove, ma alla fine si scopre che Maude era soltanto fuori città e Ned aveva solo cercato di nascondere la pianta preferita della moglie, che era deperita per mancanza di cure.
- Guest star: assente
- Frase alla lavagna: I fagioli non sono né frutta né musica
- Gag del divano: i Simpson sono seduti a mezza altezza al posto del divano e i pezzi del divano entrano nel salotto assemblandosi sopra i Simpson, schiacciandoli.

## La rivale di Lisa
- Sceneggiatura: Mike Scully
- Regia: Mark Kirkland
- Messa in onda originale: 11 settembre 1994
- Messa in onda italiana: 8 aprile 1995

Una nuova studentessa, Allison Taylor, arriva alla scuola elementare di Springfield e si dimostra estremamente dotata sia in campo scolastico che musicale. Dopo un primo tentativo di amicizia, Lisa diventa estremamente gelosa di Allison quando la ragazzina prende il suo posto nella banda della scuola come prima sassofonista. Per vendicarsi, Lisa decide di ricorrere all'aiuto di Bart per rovinare la reputazione di Allison tramite il sabotaggio del suo progetto per la gara scolastica dei diorama, sostituendolo con un cuore di vitello. Tuttavia, presa dai sensi di colpa, Lisa recupera il vero diorama di Allison, ma Skinner, giudice della competizione, decide di incoronare come vincitore Ralph Winchester, che si è presentato solo con una collezione di action figures di Star Wars in edizione limitata all'interno dei pacchetti originali.
Nel frattempo, Homer ruba una montagna di zucchero da un camion ribaltato e decide di venderlo ai cittadini di Springfield; ci penserà la pioggia a sciogliere il suo cumulo di "oro bianco".
- Guest star: Winona Ryder (voce di Allison Taylor), Sandra Mondaini (voce di Allison Taylor nella versione italiana)
- Frase alla lavagna: Nessuno è interessato alle mie mutande
- Gag del divano: i Simpson arrivano al divano nuotando.
- Curiosità: la frase che dice Homer mentre dorme vicino allo zucchero è riferita al film Scarface, dove il protagonista Tony Montana dice che i soldi portano il potere e che il potere porta alle donne (anche in questa citazione il protagonista si arricchisce grazie a una polvere bianca, ma si tratta di cocaina).

## Un altro show di spezzoni dei Simpson
- Sceneggiatura: Jon Vitti
- Regia: David Silverman
- Messa in onda originale: 25 settembre 1994
- Messa in onda italiana: 4 maggio 1999

Dopo aver letto I ponti di Madison County, Marge decide che lei ed Homer devono insegnare ai figli il romanticismo. Ognuno dei componenti della famiglia Simpson (utilizzando spezzoni dagli episodi precedenti), racconta le proprie passate esperienze romantiche, ma alla fine la convinzione generale è che il romanticismo non esiste. Sul finale Homer risolleva la situazione indicando come la relazione fra lui e Marge abbia sempre funzionato.
- Guest star: Albert Brooks (voce di Jacques), Sara Gilbert (voce di Laura Powers), Kelsey Grammer (voce di Telespalla Bob Terwilliger), Jon Lovitz (voce di Artie Ziff), Michelle Pfeiffer (voce di Mindy Simmons), Michael Carrington (voce dell'annunciatore dell'Anniversario di Krusty)
- Frase alla lavagna: Non userò abbreviazioni
- Gag del divano: i Simpson sono seduti sul divano, quando vengono improvvisamente schiacciati da un enorme piede, simile a quello del Monty Python's Flying Circus.

## Grattachecca e Fichettolandia
- Sceneggiatura: John Swartzwelder
- Regia: Wesley Archer
- Messa in onda originale: 2 ottobre 1994
- Messa in onda italiana: 8 dicembre 1995

Bart e Lisa convincono i genitori a passare una giornata nel nuovo parco di divertimenti Grattachecca e Fichettolandia. Dopo aver accompagnato i ragazzi ad alcune delle violentissime attrazioni del parco, Homer e Marge si rifugiano all'isola dei genitori, mentre Bart e Lisa continuano a esplorare il parco. Il professor Frink si rende conto che i robot del parco potrebbero rivoltarsi contro gli umani e, di lì a poco tempo, in effetti la sua previsione si rivela veritiera. I robot di Grattachecca e Fichettolandia si scagliano contro la famiglia Simpson e Homer lancia contro di essi una serie di oggetti, finché non scatta casualmente una foto con il flash, facendo andare in tilt alcuni robot. Continuando a scattare foto, i Simpson riescono a sconfiggere l'esercito di robot e alla fine dichiareranno che si è trattata della migliore vacanza che abbiano mai fatto.
- Guest star: assente
- Frase alla lavagna: Non sono la reincarnazione di Sammy Davis Jr.
- Gag del divano: i Simpson vengono teletrasportati sul divano nello stesso stile in cui avvenivano gli spostamenti nel telefilm Star Trek.
- Curiosità: nella scena in cui Grattachecca si allena, durante un episodio televisivo, la musica strumentale in sottofondo è tratta dal coro Chi del gitano dall'Atto II del Trovatore di Giuseppe Verdi.

## Telespalla Bob Roberts
- Sceneggiatura: John Swartzwelder
- Regia: Wesley Archer
- Messa in onda originale: 9 ottobre 1994
- Messa in onda italiana: 22 dicembre 1995

Dopo essere apparso in uno show radiofonico condotto da Birch Barlow, Telespalla Bob convince la cittadinanza di Springfield di essere innocente e che la sua reclusione in carcere sia ingiusta. I cittadini di Springfield intercedono con il sindaco Quimby affinché Bob sia liberato. Per favorirsi i cittadini in vista delle imminenti elezioni, Quimby libera Telespalla Bob, che però si rivela essere proprio il candidato repubblicano per la carica di sindaco in vista delle elezioni cittadine. Nonostante l'aiuto di Bart e Lisa nella campagna elettorale di Quimby, Telespalla Bob vince con schiacciante maggioranza. I primi interventi del criminale riguardano la demolizione della casa dei Simpson per farvi passare un'autostrada e la retrocessione di Bart all'asilo. Tuttavia, grazie alla "soffiata" di un informatore anonimo, che si rivelerà essere Waylon Smithers, Bart e Lisa scoprono che Telespalla Bob ha truccato le elezioni facendo inscrivere nelle liste di voto cittadini e animali domestici defunti. Durante il processo, Bart e Lisa riescono a far confessare Telespalla Bob, che viene rispedito in prigione.
- Guest star: Kelsey Grammer (voce di Telespalla Bob Terwilliger), Larry King (voce di se stesso), Dr. Demento (voce di se stesso) e Henry Corden (voce di Fred Flintstone)
- Frase alla lavagna: assente
- Gag del divano: assente

## La paura fa novanta V
- Sceneggiatura: Bob Kushell, Greg Daniels, Dan McGrath e David S. Cohen
- Regia: Jim Reardon
- Messa in onda originale: 30 ottobre 1994
- Messa in onda italiana: 8 gennaio 1998

L'episodio contiene tre storie di Halloween.
- The Shinning (The Shinning)
La famiglia Simpson si trasferisce nell'enorme hotel di proprietà di Burns, ma Homer diventa pazzo per la mancanza di TV e birra.
- Tempo e punizione (Time and Punishment)
Tentando di riparare un tostapane, Homer torna nel passato alterando il flusso del tempo e si ritrova in una timeline alternativa in cui Ned Flanders è il capo assoluto di un regime totalitario che impone a tutti di vivere come lui. Homer ritorna perciò nel passato per cambiare di nuovo la timeline.
- Mensa da incubo (Nightmare Cafeteria)
Il direttore Skinner decide di trasformare gli studenti in punizione in cibo per la mensa.

- Guest star: James Earl Jones (voce di Maggie)
- Frase alla lavagna: assente
- Gag del divano: tutti i membri della famiglia Simpson arrivano al divano con il corpo sfigurato.
- Curiosità: Willie il giardiniere viene ucciso da un colpo d'ascia alla schiena in ognuna delle tre storie.

## La fidanzatina di Bart
- Sceneggiatura: Jonathan Collier
- Regia: Susie Dietter
- Messa in onda originale: 5 febbraio 1995
- Messa in onda italiana: 3 novembre 1995

Bart si prende una cotta per Jessica, la figlia del reverendo Lovejoy, ma nonostante i suoi ripetuti tentativi di impressionarla fingendosi un bravo ragazzo, la ragazza lo ignora.
Jessica comincerà a interessarsi a Bart solo quando scoprirà quanto pestifero sia il ragazzo. Quando però Bart si rende conto che Jessica lo supera in perfidia, decide di troncare la relazione. Per vendicarsi, la ragazzina fa credere a tutti i cittadini che Bart abbia rubato dal piatto delle offerte della chiesa. La settimana seguente, tuttavia, Lisa interviene in aiuto del fratello per riabilitarlo agli occhi della comunità, riuscendo a dimostrare che i soldi delle offerte sono stati rubati dalla stessa Jessica, che li tiene nascosti sotto il letto.
- Guest star: Meryl Streep (voce di Jessica Lovejoy)
- Frase alla lavagna: Non manderò per posta il lardo
- Gag del divano: cinque coppie d'occhi arrivano nel buio davanti al divano e subito dopo i Simpson, entrando di corsa, si siedono sul divano e mettono gli occhi al loro posto allungando le teste.

## Lisa sul ghiaccio
- Sceneggiatura: Mike Scully
- Regia: Bob Anderson
- Messa in onda originale: 13 novembre 1994
- Messa in onda italiana: 11 novembre 1995

Per poter recuperare i propri pessimi voti in educazione fisica, Lisa si unisce a una squadra di hockey su ghiaccio, allenata da Apu, come portiere, dato che sembra avere un talento particolare nel recuperare il dischetto al volo. Questa nuova situazione, purtroppo, crea una forte rivalità fra Lisa e Bart, che è nell'altra squadra di hockey cittadina gestita dal Commissario Winchester.
Nel corso della partita decisiva i due fratelli si trovano uno contro l'altro, ma dopo aver ricordato tutti i bei momenti vissuti insieme, e lasciando da parte le rivalità, si abbracciano e abbandonano la partita, fra i fischi del pubblico.
- Guest star: assente
- Frase alla lavagna: La selezione la farò solo dopo gli ordini
- Gag del divano: i Simpson si siedono sul divano, ma questo li fa rimbalzare sul tetto e glielo fa sfondare.

## Homer l'acchiappone
- Sceneggiatura: Greg Daniels
- Regia: Jeffrey Lynch
- Messa in onda originale: 27 novembre 1994
- Messa in onda italiana: 7 luglio 1996

Homer e Marge partecipano a una fiera di caramelle, dove lui ruba una "preziosa" caramella gommosa a forma di Venere di Milo. Quando i due rincasano, Homer riaccompagna a casa la baby-sitter che si è presa cura di Bart e Lisa, Ashley Grant.
Quando però la giovane scende dall'auto, Homer nota che la Venere di Milo gommosa è rimasta attaccata al fondoschiena di Ashley. L'uomo recupera la caramella, ma la ragazza fraintende il gesto pensando che si tratti di una molestia sessuale. In poco tempo una folla di dimostranti compare di fronte a casa Simpson e la sua storia viene raccontata in modo distorto alla televisione, nonostante i tentativi di Homer di discolparsi. La salvezza e la riabilitazione dell'uomo arriverà grazie al giardiniere Willie, che aveva segretamente registrato la scena con una videocamera. Homer verrà così riabilitato e riceverà le scuse di Ashley e dei media. A fine episodio, questi ultimi inizieranno a prendere di mira Willie, facendolo passare per un maniaco sessuale. Homer si scaglia contro colui che l'ha salvato, mostrando di non aver imparato nulla dalla vicenda.
- Guest star: Dennis Franz (voce di se stesso)
- Frase alla lavagna: Non farò permessi per assentarmi intagliando saponette
- Gag del divano: i Simpson corrono verso il divano, ma questo si allontana in un corridoio infinito.

## Il nonno contro l'incapacità sessuale
- Sceneggiatura: Bill Oakley e Josh Weinstein
- Regia: Wesley Archer
- Messa in onda originale: 4 dicembre 1994
- Messa in onda italiana: 14 luglio 1996

Homer e Marge stanno affrontando una grave crisi per via della loro scarsa attività sessuale. In aiuto di Homer si fa avanti il nonno che gli offre un tonico di sua invenzione, che effettivamente si rivela efficace.
Homer e suo padre allora decidono di mettersi in attività e vendere il tonico "Simpson and Son" al pubblico. Durante uno dei loro viaggi per far conoscere il tonico ai paesi vicini, i due uomini si fermano nella fattoria dove Homer è cresciuto e, durante una lite, Abe definisce Homer un "incidente". Offeso, Homer va via promettendo di non rivolgergli mai più la parola e decidendo di essere un padre migliore per i propri figli. Tempo dopo i due, ancora in rotta, si ritrovano casualmente nello stesso posto e, dopo aver innescato accidentalmente un incendio nella fattoria, riescono a riconciliarsi.
- Guest star: assente
- Frase alla lavagna: I miei compiti non sono stati rubati da un uomo monco
- Gag del divano: i Simpson corrono verso il divano, superandolo per l'eccessiva velocità, nello stile dei cartoni animati Hanna-Barbera.

## Paura di volare
- Sceneggiatura: David Sacks
- Regia: Mark Kirkland
- Messa in onda originale: 18 dicembre 1994
- Messa in onda italiana: 17 novembre 1995

Dopo essere stato bandito dal bar di Boe per uno scherzo di cattivo gusto, Homer si rifugia in un bar per piloti, dove viene scambiato dagli altri avventori per un vero pilota. Una serie di circostanze repentine lo porta alla guida di un aeroplano, che Homer distrugge. A mo' di scuse per l'equivoco, la famiglia Simpson viene omaggiata da alcuni biglietti di aereo. Tuttavia si scopre che Marge ha una terribile paura di volare. Come aiuto per superare il problema, Marge viene affidata alle cure della dottoressa Zweig, una psicoterapeuta, la quale riesce a scoprire che la causa della fobia di Marge è da ricondursi al trauma infantile da lei subito quando scoprì accidentalmente che il padre era uno dei primi steward a bordo di aeroplani.
- Guest star: Anne Bancroft (voce della dott.ssa Zweig), Ted Danson (voce di Sam Malone), Woody Harrelson (voce di Woody Boyd), Rhea Perlman (voce di Carla Tortelli), John Ratzenberger (voce di Cliff Clavin) e George Wendt (voce di Norm Peterson)
- Frase alla lavagna: Ralph non si trasformerà neanche se lo si spreme forte
- Gag del divano: i Simpson anziché sedersi sul divano iniziano a ballare venendo raggiunti da ballerine, animali da circo, trapezisti, giocolieri, mangiatori di fuoco, illusionisti. La scena si sposta poi dal salotto a un palco da teatro, mentre in sottofondo la sigla viene sostituita da una musica da circo.

## Homer il grande
- Sceneggiatura: John Swartzwelder
- Regia: Jim Reardon
- Messa in onda originale: 8 gennaio 1995
- Messa in onda italiana: 2 febbraio 1996

Homer scopre che Lenny e Carl sono membri di un'antica società segreta chiamata "Sacro Ordine dei Tagliapietre", che gli permette di avere una serie di agevolazioni nella vita.
Essendo anche nonno Simpson membro dei Tagliapietre, Homer è in grado di entrare a far parte dell'ordine di diritto. Tuttavia, durante una cena della congrega, l'uomo distrugge la Sacra Pergamena su cui è scritto lo statuto dell'ordine; ne viene così espulso e viene umiliato pubblicamente. Si scopre però che Homer ha una voglia della stessa forma del simbolo dei Tagliapietre, il che fa di lui l'"eletto", cioè colui che, secondo una profezia, avrebbe guidato l'Ordine alla gloria. Ma il regime di Homer irriterà così tanto gli altri membri da portarli ad abbandonare l'antico ordine per fondare l'"Antica Mistica Società dei Vietato agli Homer", impedendogli di poterne mai fare parte.
- Guest star: Patrick Stewart (voce di Numero Uno)
- Frase alla lavagna: Aggiungere "stavo scherzando" non giustifica insultare il direttore
- Gag del divano: i Simpson giungono al divano da diverse direzioni, in un ambiente simile a quello del quadro Relatività di Maurits Cornelis Escher.

## E con Maggie son tre
- Sceneggiatura: Jennifer Crittenden
- Regia: Swinton O. Scott III
- Messa in onda originale: 22 gennaio 1995
- Messa in onda italiana: 1 dicembre 1995

Homer racconta la lunga storia della nascita di Maggie. Era il 1993, ed Homer aveva coronato il proprio sogno di lavorare al bowling, nonostante lo stipendio fosse inferiore di quello alla centrale nucleare. L'ideale per Homer sarebbe stato se tutto fosse rimasto in eterno così, ma Marge rimase nuovamente incinta.
Dopo aver appreso la notizia, Homer fu costretto a tornare a lavorare alla centrale. Nonostante tutto, quando Homer vide la piccola Maggie per la prima volta, dimenticò ogni delusione, innamorandosi a prima vista della bambina.
- Guest star: assente
- Frase alla lavagna: Fare l'esattore del pizzo non è una valida scelta di carriera
- Gag del divano: Homer arriva davanti al divano e poi, rivolgendosi verso la telecamera, che lo segue come fosse un mirino, sfodera una pistola e spara, parodiando la classica entrata in scena dei film di James Bond.

## La cometa di Bart
- Sceneggiatura: John Swartzwelder
- Regia: Bob Anderson
- Messa in onda originale: 6 noviembre 1994
- Messa in onda italiana: 5 gennaio 1996

Bart, per aver commesso uno dei suoi soliti scherzi, è costretto ad accompagnare Skinner, che vuole scoprire un astro, a guardare le stelle.
Dopo che è passato parecchio tempo senza scoprire e non appena Skinner si allontana, Bart scopre una cometa mai vista e, dopo aver avvertito l'osservatorio, le dà il suo nome. I giorni passano e la cometa si avvicina sempre di più a Springfield. Gli scienziati danno l'avviso di emergenza, annunciando che la cometa si schianterà sulla città distruggendola. In un'assemblea cittadina si decide di lanciare un missile che distrugga l'astro. Tutta la cittadinanza attende la distruzione della cometa, ma il missile sbaglia traiettoria e non la colpisce, finendo sull'unico ponte per uscire da Springfield e distruggendolo. I Simpson allora vanno nel rifugio antiatomico dei Flanders, ma poiché Ned Flanders è l'unico a possedere un rifugio, tutti i cittadini chiedono ospitalità. La porta non si chiude, così dopo ore di discussioni viene deciso che Ned debba sacrificarsi per tutti. Il signor Flanders accetta di morire ed esce, ma subito dopo Homer decide di seguirlo per non abbandonarlo al suo destino. Dopo di lui, tutti i presenti nel rifugio escono decidendo di aspettare la morte insieme. Quando sembra ormai giunta la fine, la cometa diventa minuscola a causa della cappa di smog che ricopre la città e colpisce proprio il rifugio dei Flanders, che non regge all'urto e cade su sé stesso.
- Guest star: assente
- Frase alla lavagna: Corsivo non significa scrivere correndo
- Gag del divano: i Simpson, con le braccia larghe e i guanti bianchi, ballano davanti al televisore, in una scena completamente in bianco e nero, parodia dei cartoni animati statunitensi degli anni venti.

## Homer il clown
- Sceneggiatura: John Swartzwelder
- Regia: David Silverman
- Messa in onda originale: 12 febbraio 1995
- Messa in onda italiana: 9 febbraio 1996

Per risanare la situazione delle proprie finanze, Krusty apre una scuola per clown, a cui Homer, colpito da un cartellone pubblicitario, si iscrive immediatamente.
Laureatosi clown, l'uomo prende parte a tutti quegli eventi, a cui il vero Krusty non vuole partecipare e la sua somiglianza è tale che molti scambiandolo per il vero clown gli offrono agevolazioni e sconti. Tuttavia Homer viene preso di mira anche dal mafioso Tony Ciccione, verso il quale Krusty ha diversi debiti. A salvarlo ci penserà proprio il vero Krusty, che, insieme a Homer, farà per i mafiosi alcuni sketch comici.
- Guest star: Joe Mantegna (voce di Tony Ciccione), Dick Cavett (voce di se stesso) e Johnny Unitas (voce di se stesso)
- Frase alla lavagna: La prossima volta potrei esserci io sul ponteggio
- Gag del divano: i Simpson sono seduti a mezza altezza al posto del divano e i pezzi del divano entrano nel salotto assemblandosi sopra i Simpson, schiacciandoli.

## Bart contro l'Australia
- Sceneggiatura: Bill Oakley e Josh Weinstein
- Regia: Wesley Archer
- Messa in onda originale: 19 febbraio 1995
- Messa in onda italiana: 24 novembre 1995

Per smentire la teoria della forza di Coriolis che gli ha spiegato Lisa, Bart fa una telefonata in Australia a carico del destinatario per chiedere in quale senso l'acqua del water defluisce. Dato che il telefono rimane aperto per sei ore, la telefonata viene a costare 900 $, e l'Australia porta Bart a giudizio per truffa. 
L'ambasciata statunitense riesce a negoziare la pena, limitandola alle pubbliche scuse del ragazzo. Tuttavia, oltre alle scuse, gli australiani pretendono di dare un calcio al fondoschiena di Bart. Homer e Marge si oppongono, ma Bart decide di accettare la sentenza, salvo poi deridere gli australiani all'ultimo momento e costringere la famiglia Simpson ad abbandonare l'isola in tutta fretta.
- Guest star: Phil Hartman (voce di Evan Conover)
- Frase alla lavagna: Non appenderò ciambelle sulla mia persona
- Gag del divano: i Simpson arrivano al divano nuotando.

## Homer contro Patty e Selma
- Sceneggiatura: Brent Forrester
- Regia: Mark Kirkland
- Messa in onda originale: 26 febbraio 1995
- Messa in onda italiana: 14 gennaio 1998

Dopo un cattivo investimento, Homer è costretto a chiedere del denaro in prestito a Patty e Selma. In cambio le due sorelle di Marge, chiedono all'uomo di umiliarsi in vari modi.
Dopo che Marge viene a conoscenza della cosa, Homer scopre che può guadagnare dei soldi extra, facendo l'autista. Ma Selma e Patty, esaminatrici alla scuola guida, fanno in modo che Homer non passi l'esame. Tuttavia il loro superiore le scopre a fumare in ufficio, minacciando di licenziarle. Homer prontamente si prende le loro responsabilità, salvando il loro lavoro. Per riconoscenza, Patty e Selma annullano il credito che hanno nei suoi confronti. Nel frattempo Bart scopre di avere un talento naturale per la danza.
- Guest star: Susan Sarandon (voce dell'insegnante di danza) e Mel Brooks (voce di se stesso)
- Frase alla lavagna: Mi ricorderò di prendere le mia medicina
- Gag del divano: i Simpson vengono teletrasportati sul divano nello stesso stile in cui avvenivano gli spostamenti nel telefilm Star Trek.

## Il Film Festival di Springfield
- Sceneggiatura: Ken Keeler
- Regia: Susie Dietter
- Messa in onda originale: 4 marzo 1995
- Messa in onda italiana: 30 aprile 1999

Quimby organizza un'assemblea cittadina per riportare un po' di turismo a Springfield e Marge propone di allestire un festival di film amatoriali. 
La sua idea viene accettata e Marge chiede a Jay Sherman, un critico di New York e protagonista della sit-com animata The Critic, di intervenire come membro della giuria per assegnare il premio al miglior film. Egli alloggia a casa dei Simpson, ma Homer si sente minacciato dalla presenza del critico cinematografico a causa della maggiore intelligenza del nuovo arrivato e chiede a Marge di inserirlo nella giuria del festival; la moglie lo accontenta. Il signor Burns decide di creare un film su di lui servendosi del regista Spielbergo e Barney uno che tratta il problema dell'alcool. Alla presentazione dei film, quello del signor Burns viene criticato da tutti perché auto celebrativo, mentre tutti sono colpiti da quello di Barney. Della giuria fanno parte, oltre a Marge, Homer e Shermann, anche il sindaco Quimby e Krusty il Clown. Burns riesce a corrompere gli ultimi due, Marge e Shermann votano per il film di Barney mentre Homer vota per il film di Hans Uomo Talpa, Uomo colpito da una pallonata. Marge riesce a far capire a Homer l'importanza del film di Barney e così, con la maggioranza dei voti, il premio, consistente in una fornitura annuale di Duff, viene dato a Barney. I Simpson salutano Shermann, mentre Burns cerca di riproporre il suo film ai premi Oscar, dove però viene battuto da Un uomo colpito da una pallonata interpretato da George C. Scott.
- Guest star: Jon Lovitz (voce di Jay Sherman), Maurice LaMarche (voce di George C. Scott) e Giorgio Gori (voce di Jay Sherman nella versione italiana)
- Frase alla lavagna: assente
- Gag del divano: i Simpson hanno le altezze invertite, rendendo Maggie la più alta e Homer il più basso.

## Il matrimonio di Lisa
- Sceneggiatura: Greg Daniels
- Regia: Jim Reardon
- Messa in onda originale: 18 marzo 1995
- Messa in onda italiana: 23 febbraio 1996

Durante un festival medievale, un'indovina predice il futuro di Lisa, narrandole la storia del suo primo amore. L'indovina racconta a Lisa di come si innamorerà di Hugh Parkfield, un raffinato studente inglese, che dopo un periodo di frequentazione e un iniziale amore-odio le chiederà di sposarlo. Il matrimonio si svolgerà a casa Simpson, nonostante Lisa sia imbarazzata di far conoscere la propria famiglia a Hugh; in particolar modo è preoccupata del comportamento che potrebbe assumere Homer. Quest'ultimo regala a Hugh un paio di gemelli a forma di maiale, accettati a malincuore dal ragazzo. Il giorno delle nozze il giovane non li indossa e, quando Lisa gli chiede spiegazioni, Hugh le spiega che dopo le nozze loro si trasferiranno in Inghilterra, riducendo al minimo i rapporti con la famiglia Simpson. Delusa e disgustata, Lisa annulla il matrimonio.
Nell'episodio vengono mostrati i vari personaggi nel futuro, palesemente invecchiati ma riconoscibili:
- Homer e Marge sono invecchiati ma fanno ancora la stessa identica vita, vivono nella stessa casa (dove è stata aggiunta una stanza degli ospiti abusivamente da Homer, non molto stabile) e Homer lavora ancora alla centrale nucleare (si direbbe l'unico impiegato umano rimasto mentre il resto è affidato ai robots) unico tra i suoi amici a non aver ottenuto una posizione manageriale
- Bart lavora in una ditta di demolizioni (di cui è entusiasta) ed è stato sposato due volte, divorziando in entrambi i casi, senza avere figli
- Maggie è un adolescente e pare intraprendere una carriera da cantante ma nel corso dell'episodio non la si sente mai parlare (gag ricorrente)
- Lenny e Carl fanno parte del consiglio d'amministrazione della centrale nucleare
- Milhouse lavora alla centrale nucleare presumibilmente nel ruolo che fu di Smithers poiché superiore di Homer
- L'ex-sindaco Quimby lavora come tassista di una compagnia di proprietà di Otto, l'ex-autista dello scuolabus di Springfield
- Il signor Burns è stato pugnalato alla schiena 17 volte e Smithers lo ha ibernato nel ghiaccio nell'attesa che venga trovato un modo per salvarlo. Un'equipe di scienziati diretta dal professor Frink vi sta lavorando
- Il direttore Skinner e la signorina Hoover lavorano ancora alla scuola elementare ma il loro lavoro è ridotto al minimo visto che le lezioni del futuro si svolgono tramite conferenza e sono dirette da Troy McClure (questo è l'unico episodio ambientato nel futuro in cui lui compare)
- Martin Prince è stato dato per morto in un'esplosione nel laboratorio di scienze e da allora vive come il fantasma dell'Opera
- Boe gestisce ancora la sua taverna ed ha perso un occhio
- Tra gli invitati al matrimonio, ci sono molti personaggi che appaiono anziani ma pressoché identici: il reverendo Lovejoy, il dottor Hibbert con la moglie, Krusty il Clown (ridotto a un paralitico), le sorelle di Marge, la signora Capraball, i coniugi Ned e Maude Flanders.

- Guest star: Mandy Patinkin (voce di Hugh Parkfield)
- Frase alla lavagna: Non mi pavoneggerò come se fossi il padrone di tutto
- Gag del divano: i Simpson si siedono sul divano, ma questo li fa rimbalzare sul tetto e glielo fa sfondare.

## La carica delle due dozzine e uno
- Sceneggiatura: Mike Scully
- Regia: Bob Anderson
- Messa in onda originale: 8 aprile 1995
- Messa in onda italiana: 2 marzo 1996

Piccolo aiutante di Babbo Natale si innamora di una cagnetta, che lo rende padre di 25 cuccioli. I 25 cagnolini si dimostrano però un vero problema per Homer e Marge, che decidono di darli via. L'unica persona che però si dimostra interessato a prenderli tutti e 25 è Burns, che però ha intenzione di realizzare un vestito con la loro pelliccia, e tenerne soltanto uno. 
Bart e Lisa scoprono le vere intenzioni di Burns e decidono di salvare i cuccioli. Alla fine però Burns si commuove e decide di risparmiare la vita ai cagnolini, che diventeranno tutti dei premiatissimi cani da corsa.
- Guest star: assente
- Frase alla lavagna: Uno scherzo è bello finché dura poco
- Gag del divano: i Simpson corrono verso il divano, ma questo si allontana in un corridoio infinito.

## Il consiglio professori-genitori si scioglie
- Sceneggiatura: Jennifer Crittenden
- Regia: Swinton O. Scott III
- Messa in onda originale: 15 aprile 1995
- Messa in onda italiana: 2 marzo 1996

Edna indice uno sciopero per protestare contro il taglio dei costi del preside Skinner, mentre Bart istiga entrambe le parti per mantenere lo sciopero più a lungo possibile.
I genitori di Springfield decidono di prendere in mano la situazione e reclutare insegnanti nella città per sostituire temporaneamente i docenti. Dopo diversi tentativi falliti, Marge diventa insegnante nella classe di Bart e a quel punto il ragazzo decide di risolvere lo sciopero, chiudendo Skinner e la Caprapall in un ufficio. L'esperienza fornisce l'ispirazione per risanare le finanze della scuola: affittare le classi ai detenuti.
- Guest star: assente
- Frase alla lavagna: Non ho alcuna patria potestà sugli alunni della prima elementare
- Gag del divano: i Simpson giungono al divano da diverse direzioni, in un ambiente simile a quello del quadro Relatività di Maurits Cornelis Escher.
- Curiosità: Quando Seymour Skinner chiede alla commessa quanto costa l'entrata, la scena somiglia a quello de I Griffin nell'episodio "Alla ricerca di Rupert" quando Brian chiede al commesso quanto costa affittare un elicottero.

## Musica maestro
- Sceneggiatura: Joshua Sternin e Jeffrey Ventimilia
- Regia: Steven Dean Moore
- Messa in onda originale: 29 aprile 1995
- Messa in onda italiana: 3 maggio 1999

Bart viene ricoverato in ospedale, dopo aver ingerito inavvertitamente un gadget che si trovava all'interno dei cereali di marca Krusty. Mentre è in visita a Bart, Lisa incontra Gengive Sanguinanti Murphy, anch'egli ricoverato, che presta alla bambina il proprio sassofono, ma quando Lisa riporta lo strumento a Murphy, scopre che l'uomo è morto. 
Al funerale Lisa è l'unica persona presente e decide che tutti debbano conoscere il nome di Murphy. Per fare ciò fa in modo che l'emittente radio locale suoni un suo album, ma dato che non può permetterselo, Bart le fa una sorpresa: compra l'album usando i 500 $ ottenuti facendo causa a Krusty. Un fulmine che colpisce l'antenna della stazione radio fa in modo che la diffusione dell'emittente si espanda al massimo, facendo sì che ogni radio a Springfield suoni la musica di Gengive Sanguinanti Murphy.
- Guest star: Ron Taylor (voce di "Gengive Sanguinanti" Murphy) e Steve Allen (voce di se stesso)
- Frase alla lavagna: Il gas nervino non è un giocattolo
- Gag del divano: i Simpson hanno le altezze invertite, rendendo Maggie la più alta e Homer il più basso.

## Il braccio violento della legge a Springfield
- Sceneggiatura: Jonathan Collier
- Regia: Mark Kirkland
- Messa in onda originale: 6 maggio 1995
- Messa in onda italiana: 16 marzo 1996

Dopo che ha imbrogliato Homer, Marge riesce a far arrestare Serpente, e rimane talmente elettrizzata dall'esperienza da decidere di arruolarsi. Dopo aver passato il corso di addestramento, Marge diventa una poliziotta incorruttibile. Inizialmente Homer trova la cosa vantaggiosa, ma Marge lo arresta per divieto di sosta e per averle rubato il cappello.
Dopo essere stato rilasciato, Homer scopre un traffico di jeans illegali nel proprio garage gestito da Herman. Messo alle strette, Herman prende in ostaggio Homer, ma Marge salva il marito e fa arrestare Herman. Dopo essersi resa conto che il resto della polizia è corrotto, Marge abbandona la divisa.
- Guest star: assente
- Frase alla lavagna: Non prenderò in giro la signora Tontolona
- Gag del divano: Homer arriva davanti al divano e poi rivolgendosi verso la telecamera, che lo segue come fosse un mirino, sfodera una pistola e spara, parodiando la classica entrata in scena dei film di James Bond.

## Limone di Troia
- Sceneggiatura: Brent Forrester
- Regia: Jim Reardon
- Messa in onda originale: 13 maggio 1995
- Messa in onda italiana: 13 aprile 1996

Le città di Springfield e di Shelbyville sono da sempre in contrasto tra loro, da quando i loro fondatori decisero di dividersi. Il vanto di Springfield è il grande albero di limoni, la prima pianta da frutto coltivata nella città, e si trova proprio al confine di Shelbyville. Un giorno Bart, mentre sta giocando vicino all'albero con Milhouse e altri ragazzi, ha una disputa con dei ragazzi di Shelbyville, nella quale ha la meglio. Il giorno dopo, però, scopre che per vendicarsi questi ultimi hanno rubato l'albero di limoni e, colpito dalle parole di Marge e dalla storia di Abe, decide di andare a riprenderlo accompagnato da Milhouse, Martin Prince, Nelson Muntz, Todd Flanders e Database.
Dopo inutili ricerche, Bart decide di fingersi un ragazzo della città per farsi rivelare il luogo dove si trova l'albero dai coetanei, ma viene scoperto e costretto alla fuga. Intanto Homer, Ned Flanders e gli altri genitori decidono di andare a riprendere i rispettivi figli col camper di Ned. Ma una volta scoperto che l'albero è stato rubato, decidono di unirsi alla missione dei figli. Scoprono che l'albero è in un'autorimessa, ma il proprietario non vuole restituire l'albero. Mentre stanno per arrendersi, Bart decide di ingannare il nemico: infatti Ned parcheggia il camper in divieto di sosta per farlo sequestrare e quindi riprendere l'albero. Il piano riesce alla perfezione e l'albero di limoni, anche se un po' malridotto, può tornare nella sua città. Gli abitanti di Shelbyville si arrendono e festeggiano con il succo di rape.
- Frase alla lavagna: Il primo emendamento non include i rutti
- Gag del divano: i Simpson, con le braccia larghe e i guanti bianchi, ballano davanti al televisore, in una scena completamente in bianco e nero, parodia dei cartoni animati statunitensi degli anni venti.

## Chi ha sparato al signor Burns? (prima parte)
- Sceneggiatura: Bill Oakley e Josh Weinstein
- Regia: Jeffrey Lynch
- Messa in onda originale: 20 maggio 1995
- Messa in onda italiana: 23 marzo 1996

Dopo che è stato ritrovato un giacimento di petrolio sotto la scuola elementare di Springfield, Burns dirotta il getto di petrolio per poterne usufruire egli stesso. Conseguenza del gesto è la distruzione dell'ospizio di Springfield, la chiusura della taverna di Boe, la distruzione della casa sull'albero di Bart, il ferimento del Piccolo aiutante di Babbo Natale, e la perdita della fonte di guadagno della scuola elementare. Non contento, Burns mostra a Smithers una macchina che oscurerà il Sole: tentando di far ragionare il proprio capo, Smithers viene licenziato. Il giorno seguente, i cittadini di Springfield si riuniscono in municipio; alcuni si presentano con un'arma in mano. Appena arriva Burns nessuno ha il coraggio di sparargli ed egli oscura il Sole. I cittadini si disperdono, mentre Burns saltella per la gioia, ma poco dopo si sente uno sparo. Burns, gravemente ferito, si accascia sulla meridiana del municipio, mentre tutti si avvicinano a lui per capire chi sia stato a sparargli. L'episodio continua in Chi ha sparato al signor Burns? (seconda parte).
- Guest star: Tito Puente (voce di se stesso)
- Frase alla lavagna: Questo non è un indizio... oppure sì?
- Gag del divano: i Simpson corrono verso il divano, superandolo per l'eccessiva velocità, nello stile dei cartoni animati Hanna-Barbera.